# Androctonus bourdoni
Espèce
Synonymes
- Androctonus mauritanicus bourdoni Vachon, 1948

Androctonus bourdoni est une espèce de scorpions de la famille des Buthidae.

## Distribution
Cette espèce est endémique du Maroc,. Elle se rencontre d'Agadir à Sidi Ifni.

## Description
Le mâle décrit par Ythier et Lourenço en 2022 mesure 67,0 mm.

## Systématique et taxinomie
Cette espèce a été décrite sous le protonyme Androctonus mauritanicus bourdoni par Vachon en 1948. Elle est placée en synonymie avec Androctonus mauritanicus par Lourenço en 2005. Elle est relevée de synonymie et élevée au rang d'espèce par Ythier et Lourenço en 2022.

## Étymologie
Cette espèce est nommée en l'honneur du commandant Bourdon.

## Publication originale
- Vachon, 1948 : « Études sur les Scorpions III (suite) Description des Scorpions du Nord de l’Afrique. » Archives de l’Institut Pasteur d’Algérie, vol. 26, no 3, p. 288-316.